# Thlaspidula fimbriata
Thlaspidula fimbriata es una especie de insecto coleóptero de la familia Chrysomelidae.
Fue descrita científicamente en 1901 por Spaeth.